# II. Zivilsenat des Bundesgerichtshofes
Der II. Zivilsenat ist ein Spruchkörper des Bundesgerichtshofs. Es handelt sich um einen von derzeit insgesamt dreizehn Senaten, die sich mit Zivilsachen befassen.
Er ist hauptsächlich für Gesellschaftsrecht und Vereinsrecht zuständig.

## Errichtung
Der II. Zivilsenat besteht seit der Gründung des Bundesgerichtshofs am 1. Oktober 1950.

## Besetzung
Der Senat ist (Stand: August 2023) wie folgt besetzt:
- Vorsitzender: Manfred Born
- Stellvertretender Vorsitzender: Heinz Wöstmann
- Beisitzer: Dr. Falk Bernau, Barbara Grüneberg, Volker Sander, Dr. Dirk von Selle, Claudia Fischer, Elke Adams

## Vorsitzende
| Nr. | Name (Lebensdaten)            | Beginn der Amtszeit | Ende der Amtszeit |
| --- | ----------------------------- | ------------------- | ----------------- |
| 1   | Karl Canter (1889–1979)       | 30. Oktober 1950    | 31. Dezember 1957 |
| 2   | Karl Nastelski (1899–1972)    | 15. Februar 1958    | 31. Dezember 1962 |
| 3   | Robert Fischer (1911–1983)    | 1. Januar 1963      | 31. März 1968     |
| 4   | Georg Kuhn (1907–1982)        | 1. April 1968       | 31. Mai 1971      |
| 5   | Walter Stimpel (1917–2008)    | 31. August 1971     | 30. November 1985 |
| 6   | Alfred Kellermann (1920–2016) | 2. Dezember 1985    | 30. November 1988 |
| 7   | Karlheinz Boujong (1931–2004) | 1. Dezember 1988    | 31. März 1996     |
| 8   | Volker Röhricht (* 1940)      | 2. Mai 1996         | 31. Mai 2005      |
| 9   | Wulf Goette (* 1946)          | 1. Juni 2005        | 30. Sep. 2010     |
| 10  | Alfred Bergmann (* 1953)      | 17. Nov. 2010       | 28. Feb. 2017     |
| 11  | Ingo Drescher (* 1956)        | 29. Juni 2017       | 31. Mai 2022      |

## Zuständigkeit
Nach dem Geschäftsverteilungsplan des BGH (Stand 2015) ist der II. Zivilsenat zuständig für:
1. die Rechtsstreitigkeiten über
2. die dem Bundesgerichtshof gemäß § 16 Satz 2 und 3 des Gesetzes zur Errichtung eines Finanzmarktstabilisierungsfonds (Finanzmarktstabilisierungsfondsgesetz – FMStFG) vom 17. Oktober 2008 (BGBl. I S. 1982) zugewiesenen Rechtsstreitigkeiten, soweit nicht der XI. Zivilsenat (Nr. 6) zuständig ist;
3. Rechtsbeschwerden gemäß § 70 FamFG in
4. Rechtsbeschwerden in den in § 71 Abs. 2 Nr. 4 GVG aufgeführten Verfahren.